# Саве (місто)
Саве (перс. ساوه — місто на заході Ірану, в провінції Меркез. Адміністративний центр шагрестану Саве. Друге за чисельністю населення місто провінції. Великий сільськогосподарський центр, основною продукцією якого є пшениця і бавовна.
За переказами, з цього міста три волхви, Белтазар (Балтазар), Гаспар і Мельхіор, вийшли на поклоніння Ісусу Христу.

## Географія
Місто знаходиться в північно-східній частині Центрального остану, в гірській місцевості, на висоті 998 метрів над рівнем моря. Саве розташоване за приблизно 115 кілометрів на північний схід від Ерака, адміністративного центру провінції і на відстані 110 кілометрів на північний захід від Тегерана, столиці країни.

## Населення
На 2006 рік населення становило 179 009 осіб. 

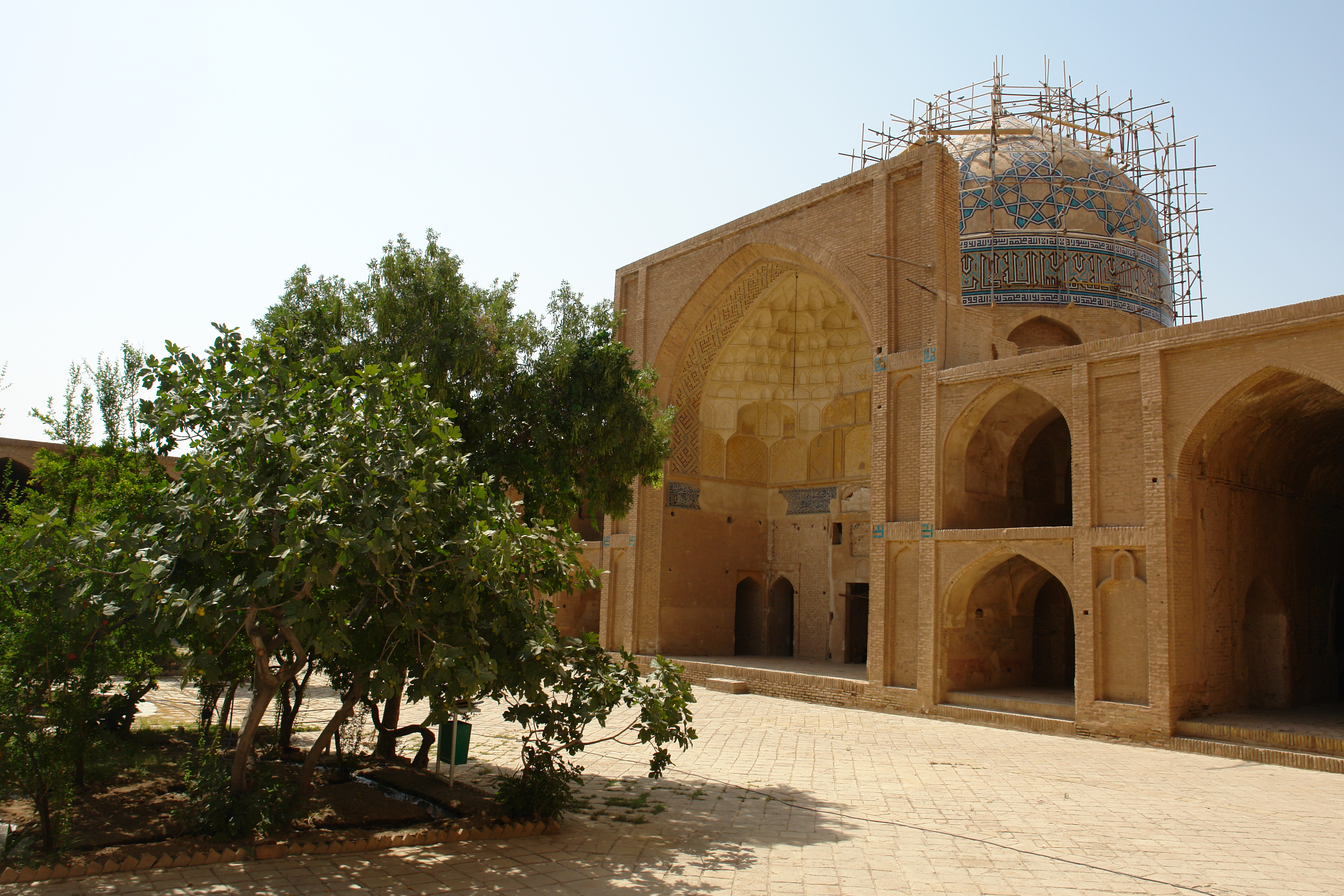
Мечеть Джаме

| 1986   | 1991   | 1996    | 2006    | 2012    |
| ------ | ------ | ------- | ------- | ------- |
| 64 081 | 87 621 | 111 245 | 179 009 | 201 828 |

## Історія
Місто заснували мідійці у VII ст. до н. е. Під час правління династії Аршакідів було знане як Saavakineh і було одним з найважливіших міст імперії. В середні віки було оплотом дейлемітів і каджарів. Зазнало сильних руйнувань в період монгольської навали на Персію і було відновлене Ільханідами. З моменту перенесення столиці в Тегеран поступово втрачає своє колишнє значення.

## Пам'ятки
У Саве та околицях розташована низка архітектурних пам'яток і археологічних об'єктів, що мають історичну і культурну цінність. У центрі міста розташована так звана Стара площа, на північ від якої знаходиться Червона мечеть, що сягає періоду панування Сельджуків. До цього ж періоду належить і мечеть Джамі, з куполом діаметром 16 метрів і висотою 14 метрів. За статистикою управління культурної спадщини Саве, на території міста і в найближчих околицях розташовано 228 культурно-історичних пам'яток, зокрема караван-сараї, ринки, релігійні споруди, торгові шляхи і телі. При цьому 53 об'єкти включені й до списку національних пам'яток Ірану. Соборна мечеть Саве, що є цінною пам'яткою ранньоісламської архітектури, була побудована 1200 років тому. Ця мечеть, прикрашена ліпниною і кахлями, має площу 2500 квадратних метрів. До її складу входять двір, веранда, мінарет, кілька шабестанів (молілень), купол, два старих міхраби з написами в куфічному стилі, а також два міхраби, що належать до періоду правління династії Сефевідів і прикрашені написами, виконаними почерком сульс. Написи являють собою сури Корану: «Доля», «Щирість» і «Соборна». На західній стороні, між шабестанами, височить веранда, на кожній стороні якої зроблена худжра з вузьким проходом (келія для учнів медресе). Нижня частина купола зсередини прикрашена кахлями. Мечеть неодноразово реставрувалася за Сельджуків, Сефевідів і Каджарів. У XX столітті була занесена до списку національних пам'яток Ірану. Поблизу мечеті Джаме є цегляний мінарет, що належить до періоду правління Сельджуків. Нижня частина мінарету має просту форму, а верхня прикрашена цегляними візерунками і петрогліфами, виконаними куфічним письмом. Також, на сході міста розташована гробниця сеїда Ісхака. У ній поховане тіло султана Ісхака, нащадка засновника ісламу Мухаммеда. Мавзолей має форму вежі, а за архітектурним стилем схожий з будівлями епохи сельджуків середини XIII століття. В період правління династії Сефевідів купол був перероблений. Вхід до гробниці має висоту 6 метрів, а висота всієї будівлі становить 12 метрів. Гробниця здобула популярність завдяки оригінальній цегляній кладці і кахлям над місцем поховання, виготовленим 1298 року (676 року місячної Гіджри). Міхраб мавзолею прикрашений кахлями та ліпниною з барвистими візерунками. Посередині гробниці розташована огорожа з ґратами, виконана з дерева, а всередині — власне могила.